# Eugerres
Eugerres és un gènere de peixos pertanyent a la família dels gerrèids.

## Descripció
- Tenen el marge inferior del preopercle serrat (llevat dels exemplars molt joves).
- La segona espina dorsal és més llarga que la distància entre l'extrem del musell fins a la part posterior de l'ull.
- Espines gruixudes.
- Presenten franges negres als flancs.

## Distribució geogràfica
Es troba al Nou Món (tant al Pacífic com a l'Atlàntic).

## Taxonomia
- Eugerres axillaris (Günther, 1864)[3]
- Eugerres brasilianus (Cuvier, 1830)[4]
- Eugerres brevimanus (Günther, 1864)[3]
- Eugerres lineatus (Humboldt, 1821)[5]
- Eugerres mexicanus (Steindachner, 1863)[6]
- Eugerres periche (Evermann & Radcliffe, 1917)
- Eugerres plumieri (Cuvier, 1830)[4][7][8][9][10][11][12]